# Kalle Anka och Pluto
Kalle Anka och Pluto (engelska: Donald and Pluto) är en amerikansk animerad kortfilm med Kalle Anka från 1936. Fast det är en film i Musse Pigg-serien är Musse inte med i filmen.

## Handling
Kalle Anka jobbar som rörmokare och ska täta några rör. Samtidigt råkar Pluto svälja en magnet, vilket ställer till en hel del problem.

## Om filmen
Trots att figuren Musse Pigg inte medverkar i filmen lanserades den som en Musse Pigg-film. Detta var den första av tre Musse-filmer utan Musse och med Kalle Anka istället. De andra två var Kalle Anka och hans åsna och Moderna uppfinningar, båda från 1937.
Filmen är den 88:e Musse Pigg-kortfilmen som producerades och den nionde som lanserades år 1936.

### Svenska utgivningar
Filmen hade svensk premiär den 7 juni 1937 på biografen Spegeln i Stockholm.
När filmen hade svensk premiär gick den under titeln Don Donald och Pluto. Alternativa titlar till filmen är Kalle Anka och Pluto och Kalle Anka som rörmokare.
Filmen har givits ut på VHS och DVD med titeln Kalle och Pluto och finns sedan 1999 dubbad till svenska.

## Rollista
| Roll       | Originalröst  | Svensk röst     |
| Kalle Anka | Clarence Nash | Andreas Nilsson |
| Pluto      | Pinto Colvig  | ingen röst      |